# 東京ESP
『東京ESP』（とうきょうイーエスピー）は、東京を舞台に、超能力を扱った瀬川はじめの漫画作品。

## 概要
超能力を題材とし、ファンタジーやオカルト要素を織り交ぜたSF漫画。格闘要素も盛り込まれている。
『月刊少年エース』（角川書店）にて2010年4月号から連載されている。連載に先立ち、同誌2010年3月号にて作者の前作品である『喰霊』の最終回と共に、本作のプレビューコミックがカラーで3ページ掲載された。第1巻刊行に際してはCMも制作されている。月刊少年エース2012年6月号にて連載当初からのエピソードである第一部が完結（単行本では第6巻までにあたる）、2012年8月号より第二部が開始され、2016年9月号まで連載された。2014年9月時点でシリーズ累計発行部数は130万部を突破している。
2013年5月25日発売の月刊少年エース2013年7月号にてアニメ化企画進行中であると発表された。2014年7月より9月まで放送された。合わせて作者本人のコミック企画『東京ESP×喰霊 -SHADOW WALKER-』についても発表されており、コミックウォーカーにて2014年3月28日配信分より毎月連載開始された。

## あらすじ
第一部
貧乏学生の漆葉リンカはある日、空飛ぶペンギンとそれに追われる光る魚の群れに遭遇する。そして、魚の1匹が彼女に入り込むことでリンカは物質をすり抜ける超能力（ESP）を手にした。同じくESPを手に入れた先輩の東京太郎と共に、リンカは同じように魚に入り込まれた超能力者によって起こされる様々な事件に遭遇することになる。
第二部
教授との戦いから1年4か月。東京の空を覆い尽くした光る魚により、関東の人口の20%が超能力者となっていた。条幕蓮は超能力者のみが通うESP学園で入学初日に事件に遭遇する。なぜかテログループに狙われる蓮は囮として護衛の是臼鉄矢と共に、学園生活を始める。

## 登場人物

### 主人公
漆葉 リンカ（うるしば りんか）
声 - 木戸衣吹
第一部の主人公。高校1年生。東京・神楽坂に住む。貧乏女子高校生で服はほとんど拾い物、電車を使わなければならない距離でも節約のため自転車を使うほどであり、学友からも馬鹿にされていたが、実は彼女たちは悪気がなかっただけで最初はただ仲良くなりたいと思っていた。母親が外国人であったため、髪は銀髪。容姿は『喰霊』に登場した忌野静流に似ているが、完全に別人であり、物語上もつながりはない。その外見から「白い少女」と呼ばれる。蹴り技が得意で、決め技は頭蓋粉砕蹴り(ずがいふんサイキック)。さらにカリを体得しており、特殊警棒を操る腕は一流。高校襲撃の際に心停止したことで能力を失い収容施設に収容され、左腕に収容者IDが電子刺青で打刻され、収容者ID66が割り当てられるが、そこで養谷の師事を受け、C.P.C.を取得。襲撃に合わせて襲撃犯を撃破し、国会議事堂を解放した。その後、教授により光る魚がばら撒かれた際にESPを再取得。京太郎と再会し、教授との決着をつけた。
教授との戦いから10か月後に突如姿を消す。姿を消した第二部以降の消息は不明であったが、実の母親のもとで京太郎とある任務についており、蓮が誘拐されたタイミングにおいて教授残党一味のアジトを京太郎とともに急襲する。姿を消す前は外務大臣を襲うという偽装工作のせいで日本では京太郎共々指名手配扱いとなっていたが、偶然蓮を助けたことで警察に逮捕されると同時にCIAの働きで無罪放免となり、そのまま釈放と同時にESP学園に転校する。任務から戻った後は部分的に物静かな性格に変わっている。
アニメでは色の薄い茶髪になっており、超能力発動時のみ白髪になる。
能力：物理透過
あらゆる物質や衝撃といった現象からすり抜けられるが、生物の透過は不可能。
条幕 蓮（じょうまく れん）
第二部の主人公。ESP学園の高等部1年生。視力が悪くメガネをかけていることが多い。ESPによっていじめを受けていた経験があり、長らく引きこもっていた。入学初日に助けてもらった是臼に恋心を抱いている。歩とは幼馴染でESP学園に入学した時に再会したが、その時に蓮がESP能力が発現した当時、歩が自身もESP能力を持っているにも関わらず守ってくれなかったことが明らかになり、怒りを感じており冷たくあしらっている。是臼と同行するために捜査協力者のESPライセンス取得を目指すが、その過程で友人たちが所属する勉強会であるヒーロー研究会に所属する。友人たちの協力を経て第一次試験は突破するも、第二次試験を失敗し、次の機会への意欲を燃やす。試験終了後はマルメを探すも、超能力解放戦線の脅しに引っかかり是臼を妨害してしまい、超能力解放戦線に連れ去られるが、聖柩の解除の要求を逆手に取る。アジトが襲撃に遭う中、京太郎によって助けられ、同じくアジトから脱出したマルメとともにEMP爆弾も持って車で逃走。刺客に追いつかれ、戦線のリーダーに目を潰されるが、ネネの水流操作と是臼の誘導により、東京上空で自爆しようとしたリーダーを爆弾ごと氷漬けにし、爆発を阻止した。
能力：静止空間（ロックスペース）
黒い空間の中に入れたものをキューブ状に凍らせられる。ただの凍結能力にしては謎が多く、超能力解放戦線にも狙われている。

### 主要人物
東 京太郎（あずま きょうたろう）
声 - 河本啓佑、田村睦心（子供時代）
リンカの高校の先輩で2年生。ESP能力を用いて難事件や救命活動を行う「英雄計画」を提唱していて、公共の場ではカラスの頭蓋骨を象った覆面を被って「怪人クロウ・ヘッド」と名乗り活動する。物語が始まる半年前にチンピラに絡まれていたところをリンカに助けてもらったことから、理想のヒーローを求めている。幼少期、考古学者だった両親（平城重太郎（声 - 藤原啓治）、平城京香（声 - 浅野まゆみ））をテロで失い、そのまま紛争地帯で過ごした経験を持つ。教授とはその最中に出会い、彼に引き取られて帰国した。実は両親の死は光る魚を出す石版を巡ってのものであったが、本人は美奈実に教えてもらうまで知らなかった。
第二部においては開始時点で行方不明だが、リンカと同じくある任務についていた。
能力：瞬間移動（テレポート）
離れた地点に瞬間移動するが、距離制限がある。
漆葉 竜胆（うるしば りんどう）
声 - 稲田徹
リンカの父親で、ウルヴァリンと呼ばれて恐れられた元刑事。男手一つでリンカを育てている。リンカの武道が秀でているのは竜胆が幼少の頃から訓練していたのが発端で、それしか関わりあうことができなかったためだが、リンカのことは大事に思っている。同僚の汚職を暴こうとして上層部による揉み消しに遭い、警察を辞めることになったため、貧乏暮らしをしている。容姿は『喰霊』に登場した岩端晃司に似ており、『東京ESP×喰霊 -SHADOW WALKER-』にて従兄弟であることが判明した。
アニメでは灰色の髪になっており、超能力発動時のみ金髪になる。
能力：念動力（テレキネシス）
周囲の物体を引き寄せる。
黒井 小節（くろい こぶし）
声 - 相沢舞
高校生。「盗賊の家柄」の出らしく、ESP能力を手に入れてからは「怪盗ブラックフィスト」を名乗り盗みを繰り返していた。リンカによって倒されたことを根に持ち、仏田たちに与してリンカを襲い、家まで燃やさせてしまう。復讐を果たし、ESP能力をもたらす「魚」に関係する石を行き掛けの駄賃とばかりに奪うが、奪い返されたうえに命の危機に陥ってしまう。そこを竜胆に救われたため、彼に好意を抱いている様子。この一件後、リンカとは良きライバルのような関係性である。ボクサーで武術の腕は高く、石像をも軽々と粉砕するパンチ力を持ち、リンカとも互角以上に渡り合う。
能力：透明化
身に着けているものも含めて周囲の風景に同化し、見えなくなる。
江戸山 紫（えどやま むらさき）
声 - 田所あずさ
小学生。茶髪のショートヘア。赤紫の瞳に赤紫のフレームの眼鏡をかけている。ペギィを通じてリンカたちと知り合う。実家がヤクザであるため、年齢の割に苦労している。家族は父親のみで、母親はすでに亡くなっている。仏田組の事務所に囚われている間、教授一味が放った魚により能力を得る。
第二部ではESP学園中等部の2年生となっており、警察の捜査協力者としてESPのライセンスを取得している。歩に好意を抱いており、歩の幼馴染であった蓮の是臼への恋慕に対しても積極的に応援している。蓮が連れていかれた駐車場にてサイコメトリーによる追跡を行うが、前線に邪魔と見なされ、トウコが駐車場の車に仕掛けていた遠隔操作型の爆弾により、全身に重度の火傷を負い、病院に運ばれた。
能力：過去視（サイコメトリー）
モノに触れた人物の記憶を探り当てたり、モノに宿った残留思念を読み取ることで前の持ち主の技能を再現する。ただし、自身の身体能力を上回る技能の再現は困難。
ペギィ
声 - 水原薫
光る魚を追っていた空飛ぶペンギン。命名は紫。「回収者（コレクター）」の魚でESPに目覚めており、何人もの人間を同時に運べる飛行能力と、ESP能力者から能力の要である魚を吸い取り、能力を消してしまうというESP能力を持つ。
第二部でも登場しており、紫とともに居ることが多い。
養谷 藩田衛門（ようだに ぱんだえもん）
声 - 井上和彦
元警視庁の武術指南役で、竜胆の師匠。通称、養谷老師。常にパンダの着ぐるみを羽織っており、リンカの武術指導を担当するが、直接指導する際はリンカの胸へ拳を入れる「パンダパイ拳」というセクハラ攻撃を行う。中身はヨーダそっくりの老人姿である。
病院でリンカが何者かに捕まりそうになって全員で逃げる途中、背中に麻酔弾を撃たれ、その後遺症で下半身不随に陥る。
第二部ではESP学園の生活指導の教師を務めており、教師のESPライセンスを取得している。ESPライセンスの取得を目指すヒーロー研究会の顧問でもある。セクハラは健在。
能力：遠隔視（リモートビューイング）
周囲10km圏内を自由に把握できる。
大空 歩（おおぞら あゆむ）
声 - 緒方恵美
中学2年生。養谷老師の弟子で武術も強い。メガネ男子であり、髪型は天然パーマでアフロ姿だが、なぜか「アフロ」と指摘されると激怒する。両親の期待に応えるためにも来年受験のため、塾に通っている。ESPが発現したものの母親がESP規制派であったため、母親にも能力を隠すほどであり、リンカたちの行動にも傍観していたが、母親がテロリストに襲われたことにより方針を転換し、母親を救えたもののESPのことがバレる。ESPの収容施設へ入れられることに際し、リンカたちと行動をともにすることを決意する。
第二部ではESP学園の高等部1年生。条幕蓮の中学時代の同級生であったが、自身も余裕がなかったため、ESPのことを隠して彼女を突き放したことに負い目を感じている。そのために是臼を嫌っているが、蓮の危機には共闘してリスクを犯して助けに駆けつけている。蓮が連れ去られた際には、傷が治り切らない是臼の代わりに刺客と戦った。
能力：未来予知
2秒後に起こることを何通りも予知できる。

### 警察官
鍋島警部（なべしま）
声 - 安原義人
竜胆の元同僚の刑事。白い少女がリンカではないかと捜査本部には独断で部下を動かし、彼女に対して任意同行を求めるものの、その時に大事件が起きたために有耶無耶になる。後に国会議事堂占拠が起きた際には、竜胆やリンカへ部下とともに土下座まで行い、協力の要請を行った。リンカ、竜胆、歩、紫、養谷老師や部下たちとともに国会内に潜入し、緊密な連携のもと制圧した。部下の女性刑事である釜田ツユ（声 - 田中涼子）と行動を共にしていることが多い。
是臼 鉄矢（ぜうす てつや）
第二部より登場。ESP学園の高等部1年生兼ESP警察の潜入捜査官。超能力解放戦線に狙われる蓮の護衛につき、彼女の隣家へ引っ越してきた。超能力については、「誰かを助けるためなら使っていい」と肯定の面を見せている。蓮と共同で前線を捜査するうちに特別な感情を抱くようになり、事件から外されそうになるが、彼女が連れさられたと聞き、駐車場での火傷を負いながらも助けるため、蓮の所に向かう。橋の上での戦いでは能力を存分に発揮して有利に持っていくが、蓮を人質に取られて反撃できず、前線のリーダーによって倒されかけたところに最後の力でリーダーを捕縛して蓮を誘導し、爆弾の爆発を阻止させた。以上のように能力の応用は幅広い。着痩せするタイプで、服の下は筋骨粒々であり、無数の傷がついている。
能力：金属操作
金属を自由に曲げられる。金属バットを2本合わせてジャベリンにしたり、街灯を剣のようにするなど、応用力もある。トウコ曰く「スプーン曲げのレベルではない」。
雲出井 ネネ（うんでい ネネ）
第二部より登場。警視庁刑事部ESP課の警察官で是臼の同僚。25歳。青春時代をすべてアーチェリーに注ぎ込み、努力でアーチェリーの元オリンピック選手を経験するほどであったが、ESP覚醒のために選手生命を絶たれた過去がある。努力は無駄にならないという持論を持っており、アーチェリーの技能をESPと組み合わせて業務に活かしている。優れたプロポーションをあまり隠さず、ビキニ1枚かそれにシャツを羽織った姿でいることが多い。
能力：水を操る能力
水を自由に操れる。
海老沢（えびさわ）
第二部より登場。警視庁刑事部ESP課の男性警察官で是臼とネネの同僚。顔に左頬から左耳に真一文字の傷がある。是臼の能力は認めるものの、蓮に近づきすぎたために判断が鈍ったことを危惧し、捜査から外すことを是臼に言い渡す。現場指揮を担当することが多く、紫にサイコメトリーを要請することが多いが、折術が仕掛けた爆弾の金属片が心臓付近に突き刺さり、死亡した。
腓 対人（こぶら ついひと）
第二部より登場。警視庁刑事部ESP課の警察官で課長。是臼やネネ海老沢の上司。超能力解放戦線が蓮を襲った正当防衛に関しても犯罪にあたるが、超能力解放戦線の捜査の協力（餌）と口外しない条件として2回に渡り蓮の関わりを揉み消し、釈放している。また、警視庁から出向してESPのライセンス試験の試験官も務めている。
能力：幻術
自分の思い通りの幻を他人に見せることができ威力は教授に匹敵するが、対象範囲は約10メートルと狭い。

### 教授一味/超能力解放戦線
教授（キョウジュ） / 東 北斎（あずま ほくさい）
声 - 川原慶久
ESP能力によるテロを起こし、「超能力（ESP）特区」の設立を目論む男。銃撃により顔の半分が崩壊して筋肉が露出しているが、日常生活では能力で普通の顔に見えるよう装っている。
京太郎の里親であり、彼の両親とは研究仲間であった。しかし、数年前に発見した石板と聖柩の力により能力に目覚めたことで、秘密を闇に葬ろうとした日本政府に抹殺されそうになる。治癒能力者だった妻（東 西羅、声 - 久川綾）のおかげで1人だけ生き延びて帰国するも、能力や事件のことを誰にも信じてもらえず、唯一の手掛かりだった政府の人間も見つけた途端に口封じされたことで告発の手段を失い、入手した聖柩と砕けた石板を使ってテロを起こすことで黒幕を燻りだそうとしていた。最後はリンカと京太郎に負け、黒幕によって殺されたかのように見せられたが、実は生きており、ある部屋で拘束されている。
能力：幻惑
自分の思い通りの幻を他人に見せる。
東 美奈実（あずま みなみ）
声 - 三澤紗千香
教授の娘。冷めた性格で、世の中を気に食わなく思っている節がある。教授の復讐を手伝うものの、共に育った京太郎には非情に徹しきれず、教授の命令に背いている。初対面時は京太郎と距離を置いていたが、同じ国で家族を失った事と同じ心の傷を持った者同士、日々生活を続けていくうちにお互い心を許せる関係にまで発展。だが3人の不良に拉致され性的暴行をされそうになった時、テレポート能力に目覚め線路辺りに3人の不良と共にテレポート。そして自分以外は全員、走行中の列車にはねられ、死亡させてしまった。教授からは気に病むなと言葉をかけられたが、殺人を犯したという罪の意識を引きずることになる。京太郎には自分と同じ思いをしてほしくないという考えから、教授が始めようとする戦いに巻き込まないため何も言わずに京太郎の前から姿を消したが、リンカの登場で京太郎を戦いに巻き込むばかりか自分の敵として立ち塞がる結果を招いたリンカを非常に敵視するようになる。彼女もリンカ同様、京太郎に想いを抱く1人であり、彼を新世界に連れていくとリンカの前で宣言している。
第二部においても父親の遺志を継ぎ、狐月とともに超能力解放戦線を率いて活動しているが、アジトに現れて襲撃されたことを機に教授の本当の計画を告白し、突如乱入してきた黒幕に殺されそうになる。しかし、リンカに「京太郎のことを頼む」と告げた直後、テレポートで難を逃れた。
能力：瞬間移動（テレポート）
京太郎と同じ能力だが、移動距離は長い。
黒井 弧月（くろい こづき）
声 - 今野宏美
小節の妹であり、「怪盗ブラックフィスト」の跡取りを小節と争っている。教授によるESP特区設立宣言を聞き付けて自力で魚を見つけ出し、能力者となる。武術も優れている。盗めるものを盗んだら途中で抜ける気でいたが、教授の頼みもあってそのまま超能力解放戦線に所属し、活動を続けている。姉より巨乳。
能力：瞬間移動（テレポート）
任意の場所からモノを呼び出す「物品引き寄せ（アポーツ）」と、逆に転送する「物品消滅（アスポーツ）」を使う。
格之進
声 - 江原正士
「哀」の字を前立にあしらった兜をつけ、面頬で素顔を隠し甲冑を着た大柄な男性。ESPとは別に「気功」の達人でもあり、銃弾を弾く肉体を持つ。美奈実の武術の師。国会議事堂内での戦いでは突入した警官隊を苦戦させるも、修行をした小節の前に敗れる。
第二部では教授一味の残党を率いて超能力解放戦線を名乗り、リーダーとして活動している。当初は別の仮面を使用していた。
能力：飛行能力
ペギィと同様の能力だが、タンカーや基底部を破壊された国会議事堂などの大質量ごと浮遊するほどの力を持つ。
助三郎
声 - 麦人
格之進と同様、面頬で素顔を隠し甲冑を着た男性。見かけによらず、銃も使用する。国会議事堂内での戦いでは鍋島やリーゼント達を負傷させるも、紫と歩の前に敗れる。
能力：探知能力（ダウジング）
敵や目標を感知する能力で、透明化した小節も探知可能。攻撃に転用も可能で、鏢が先端についた鎖が敵を自動で探知し遊撃する。
リン・リンチェイ
声 - 松岡由貴
教授一味のうち、リンカが通う学校を襲撃した1人で、関西弁を使うチャイナドレスを着た少女。後に収容施設でリンカと再戦するも敗れる。一員と能力に目覚める前はただの店で働く者だったが、店長に吊し上げられていた時に光る魚が取り付くと同時に美奈実に救われ、そのままスカウトされた。
能力：念力（テレキネシス）
竜胆とは逆に反発力を利用する。拳に反発力を上乗せし衝撃波を起こす「百歩神拳」を使用する。
奈室 亜美江
声 - 原田ひとみ
教授一味のうち、リンカが通う学校を襲撃した1人で、色黒で帽子を被っている少女。後に収容施設でリンカと再戦するも敗れる。一員と能力に目覚める前は世の中に冷めた日々を送り、怠いという理由で学校にも行かず、町をブラブラしていた時に光る魚が取り付き能力に目覚め、美奈実にスカウトされたのであった。
能力：催眠
目を合わせた人物を操る。複数人を同時に操ることも可能。
カスミ
第二部より登場したツインテールの少女。ESP学園の高等部1年生。学園入学前に超能力解放戦線へスカウトされ、蓮を学園に連れ出すことと学園外でテロを起こすことにより、超能力解放戦線の正式メンバーになる予定であった。超能力解放戦線のメンバーとともに抵抗したが、歩と是臼に阻止された。警察に拘束されたかは不明だが、ESP学園については退学に追い込まれている。
能力：誘惑（チャーム）
任意の対象者の精神を支配する。
折術トウコ（おりすべ とうこ）
第二部より登場。ESP学園の高等部1年生だが、学園の生徒を超能力解放戦線に勧誘する任務を負うスカウトマン。警戒心が強く、警察の動きを察知して仲間のアジトを移すなど情報戦を得意としているほか、手段を選ばず非情な手段で物理面・心理面両方を用いて目的を完遂しようとする。蓮を手に入れるため、マルメの家族を拉致して揺さぶりをかけたが、失敗しつつも蓮を連れ去ることには成功する。
能力：念写
任意の場所を映し出せる。

### 主要人物の家族・友人
ケイシーさん
声 - 平松広和
竜胆の行きつけのバーのマスター。リンカの家が燃えた際に戸惑いながらも一時身を寄せることを許している。顔がセガールに似ている。若干女性口調。
江戸山（えどやま）
声 - 中田譲治
ヤクザ江戸山会を統括する会長であるが、部下である仏田の反逆に遭って追い詰められた。妻は亡くしており、娘の紫とは距離が離れている。後に紫が「家を出ていく」と決意表明した時には何も言えず、後に母の遺品を渡して送り出した。野球をしていた過去がある。
大空 麗亜（おおぞら れいあ）
声 - 大浦冬華
歩の母親で衆議院議員。第一部においてはESP規制派の急先鋒であり、歩にはエリートコースを歩んでほしいと願っていたため、養谷老師に歩が関わることを嫌っている。超能力解放戦線に占拠された際には敵に目的を聞き出している。歩が超能力者だと知ってしまい、「人生台無しだ」とショックを受け、これ以上守りきれないと施設へ預けることになったが、本心では、最後ぐらい母親として息子を守りたいと思っていた。国会議事堂で人質にされるが、警察に解放されて、自分を助けに来た歩と和解する。
第二部においては、ESP容認派に転向してESP管理局の局長に就任しており、歩や老師との関係も良好になっている。
原作では小柄な中年太りの女性だが、アニメでは普通の体格で少し美人な女性の設定。
丸山マルメ（まるやま マルメ）
第二部より登場。ESP学園の高等部1年生で蓮の友人で、一人称がボク。第二部より1年前に京太郎に痴漢から助けてもらったことがあり、そこからヒーローを志す。京太郎を師匠と慕っており、その時に贈られたクロウヘッドを被っていることがある。まずはライセンス取得を目指せと言われたため、蓮と同じく捜査協力者のライセンス取得を目指しているが、蓮より先にヒーロー研究会に加入している。ESPの発現により弟がいじめられたため、母親がマルメを毛嫌いしたことが原因となり、両親が離婚してからは父親と同居して弟は母親に引き取られた。蓮が研究会に加入する前に1回試験を受けているが落ち、再度第一次試験はアザミや蓮とともに通るものの二次試験で落ちている。超能力解放戦線により弟を人質に取られ、ライセンス試験のデータ漏洩を強要される。拒否して対抗しようとするもあっけなく敗れ捕まったが、持ち前の機転と能力でリンカと京太郎のアジト脱出を手助けし、自分もアジトからEMP爆弾を奪って蓮と共に車で逃走。ゲームセンターで鍛えたドライブテクニックで刺客から逃げるが、橋の上で蓮を逃がして刺客の車と衝突し、止まってしまった。
能力：機械操作（テクノパス）
機械を自由に操作できる。
浅倉アザミ（あさくら あざみ）
第二部より登場。ESP学園の高等部1年生で蓮の友人で同級生。蓮より先にヒーロー研究会に入っている。甘くライセンス試験を考えている蓮に警告を発する。
奏先輩（かなで -）
第二部より登場。ESP学園の高等部2年生。ヒーロー研究会に入会している先輩。普段は筋骨隆々としてヒゲを生やした男性にしか見えないが、これは生命力を貯めこんでいるためであり、能力を連続使用すると元の可憐な女性の姿に戻る。
能力：治癒能力（ヒーリング）
傷を治療できる。

### その他の人物
テレビアニメ『喰霊-零-』からの登場人物については、喰霊#登場人物を参照。便宜上、ペギィ以外の動物（鳥）も本節に記載した。
仏田（ほとけだ）
声 - 玄田哲章
ヤクザ仏田組の組長。江戸山会傘下だったが、教授一味からESP能力を授かり、反逆を試みる。とはいえ何かしらの計画があったわけでもなく、ESP能力を金と引き換えで不特定多数にバラまこうとするなど、場当たり的な行動を取る。最後はペギィに能力を吸い取られ、敗北。規制法施行後は収容施設に入れられている。
能力：サイコキネシス
身体を覆い肉体の強度を上げる。
米良山（めらやま）
声 - 白石稔
仏田の部下のヤクザ。能力を利用し、銀行強盗などの悪事を働いていた。仏田が捕まった後は京太郎を逆恨みして襲撃するも、リンカに敗れる。その後はペギィに能力を吸い取られ、警察に逮捕された後はESP収容施設に入れられるが、ヤクザであるという理由から他の能力者に暴行されていた。
能力：発火能力（パイロキネシス）
手から炎を出す。応用として、両手から炎を放出して飛行したり、ナイフの刃などに纏わせたりすることも可能。
釘宮小鳩
声 - 小林ゆう
教授一味のシンパの少女。教授一味に参加するためにESPを用いたテロを行おうとするも、リンカと京太郎の囮捜査に引っかかる。その後はペギィに能力を吸い取られ、警察に拘留される。
能力：物理透過
リンカと同様の能力。あらゆる物質や衝撃といった現象からすり抜けられるが、生物の透過は不可能。
虎田（とらだ）
声 - 土門仁
ESP規制法により設立されたESPを持つものに対して捕獲する、捕獲執行部隊に所属する男。リンカや養谷老師、竜胆たちを強制的に収用しようとする。後に部隊で教授一味を捕まえようとアジトに突入するも罠にハマり、壊滅する。
第二部ではCIAに所属するリンカの母親とともに、上記の教授戦の際に片目を失った姿で再登場する。
鷲花（わしばな）
声 - 山崎たくみ
教授たちの研究チームが独立したばかりの独裁国の遺跡調査をする際に派遣された、外務省に所属する外交官。遺跡において「聖柩」と「十戒の石版」を発見した教授たちを国内に閉じ込めようとした将軍に釘を指すが、実は「十戒の石版」を1枚手に入れるために独裁国の将軍側と通じており、教授他研究チームをゲリラの攻撃と見せかけて殺害する。また、ゲリラの攻撃という証拠を際立たせるために山岳ゲリラへ武器を援助し、内戦状態となった小国の治安を悪化させるという手も取るなど、抜かりがない。しかし、一命を取り留めて帰国した教授が追及のために鷲花に近づいた際、何者かから操られて街中でナイフで首筋を切り、自殺させられてしまう。
将軍
声 - 鶴岡聡
ロシアの外れにある独立したばかりの小国を治める権力者の将軍。いわゆる独裁者。「聖柩」と「十戒の石版」に関し、鷲花と共謀して教授たち研究チームを殺害する対価にそれらを手に入れる。しかし、鷲花の策略によって山岳地帯のゲリラが活発化したため、小国の治安は極端に悪化した。その後、真相追及のために現れた教授に拷問され、鷲花と結託していた真相を白状させられたうえで殺害された。
リニエ
声 - 堀川千華
京太郎の両親が小国での遺跡研究に集中するべく、幼い京太郎を世話するために雇った現地の家政婦。京太郎の両親が亡くなった後にも京太郎とともに生き抜いていたが、教授と出会う直前にゲリラに殺されてしまう。
反町 善人
声 - 宮下栄治
収容施設に収用されていたESP能力者。彼に割り当てられた収容者IDは42。名前と容姿から「リーゼント」と呼ばれている。本名はテレビアニメ版で判明。元はシュートボクシングの選手として活躍していた。人生に失望していた腹いせや鬱憤を米良山にぶつけており、後に結果としてリンカの修行相手となる。教授一味が収容施設を襲撃してきた際はリンカに影響され、教授一味への反撃に参加する。教授一味が国会を占拠した際もリンカたちの救出作戦に参加し、貢献する。その際、銃撃を受けるも生還する。
能力：念動力の盾（シールド）
両手を突き出し、数メートルの範囲の爆風、衝撃や攻撃等を防ぐ。
ペリコ
声 - 茅原実里
ESPを得た雌のペリカン。能力を得ることで知能が発達して人語を解するようになったが、その代わりに動物の群れには戻れなくなった。良き伴侶を紹介するという約束で、無人島に隔離された京太郎の脱出に協力する。
能力：通信能力（テレパシー）
他の生物の思考を読んだり、思考を伝えることができる。また、テレパシーの一種である教授の能力を念波で相殺することが可能。
ミス・スミス
アメリカ合衆国の大使館の職員としての地位と、アメリカ中央情報局の諜報員としての地位を併せ持つ白人女性。第一部においては首相や大臣との会合に顔を出す中、日本政府当局を信用できずに米軍に出動を要請する動きを見せている。第二部においては、リンカや京太郎、小節をスカウトして一計を測り、超能力を用いて犯罪を行う組織を炙り出そうと暗躍する。また、リンカの母親と思わせる描写もある。
ツインズ
声 - 子安武人（兄）
容姿はどちらとも上半身半裸の姿の超能力者兄妹で、ミス・スミスから「ツインズ」と呼ばれている。大解放の夜、教授とリンカたちが対峙している際に教授を突き刺し、連れ去っている。
テレビアニメ版では兄が「天女の兄」とクレジットされている。
クローディア
第二部より登場。警備会社P.M.S.C.のCEOを務めている女性で、理事会の1人「猟奇婦人」と呼ばれている。小節と弧月の母親でもあるが、生まれてる前に２人の父親を殺しているという一族始まって以来の殺人鬼として恐れられている。目的のためなら自分の子供ですら手をあげかねないくらいの危険人物で、事実拉致した弧月にアークを呼び寄せ用済みとなった後、拷問染みた行いをしている。
超能力者でもあり小節以上の攻撃力を持ち、地面が陥没するくらい強力な力を持っている。
ジョルジュ
第二部より登場。クローディアの執事をやっている青年で、しかも何人も同じ顔をした人物が存在する。クローディアはずっと男の子がほしかったという理由で側に置いている。

## 用語解説
超能力（ESP）
光る魚が素質のある生物に入ることで目覚める力。個人によって異なり、同じ能力でも規模が違うことがある。起きている間は意識して止めないと常に発動状態となる。また、訓練しだいである程度は制御できるようになる。WHO（世界保健機関）によれば、超能力者の細胞には一般人と比較して変化が見られたという。大解放の夜以降は超能力者には登録が義務付けられ、ESPの能力使用は禁じるという法律が新たに作られた。
光る魚
ESPを目覚めさせる謎の存在。素質のある生物に入ることでその細胞を変異させ、ESPを目覚めさせる。人間だけでなく、他の生物が目覚める場合もある。宿主が仮死状態になる、またはペギィの能力によって抜き取られることで宿主から出てくるが、光る魚を失った宿主はESPを失う。
石版
光る魚を生み出す石版。モーセの十戒の石版であり、2枚存在する。中東のある国で聖柩（アーク）に収められていたが、教授達によって発掘された。その際に1枚が割れている。その後、1枚は謎の黒幕に奪われ、割れたもう1枚と聖柩は数年後に教授によって奪われている。
超能力解放戦線
教授が設立した超能力による変革を目指したテロ集団。教授が死亡した後も遺志はメンバーに受け継がれ、組織は継続している。第一部においては、タンカーを東京の中心街に落として犠牲者を大量に出す他、開会中の国会議事堂を占拠して首相以下議員を人質にし、要求を通そうとした。最終的には光る魚を東京スカイツリーからばら撒き、東京都民の20%を超能力者にさせている。第二部においては、思想としてESPを使えない人類との対決姿勢をさらに鮮明にしており、人類社会におもねるESP学園を不快に感じて破壊活動を何度も起こしている。警察官・弁護士・政治家・証人等を半年で200人近くも殺害している。
大解放の夜
教授が東京スカイツリーから放った光る魚により、東京都民の20%が超能力者となった事件。直後の1週間で著しく治安が悪化したが、白い少女とその仲間たちにより早期に回復できた。しかし、差別と偏見により超能力者は社会保険やインフラの使用の制限などのほか職や家を追われるなど社会から排除され、人権を著しく侵害され続けている。そのため、超能力者の不満が高まって犯罪率の上昇・治安の悪化が著しくなっており、超能力解放戦線に勧誘されやすい土壌ができやすくなっている。ESPを使用した犯罪者には専用刑務所があり、収監されれば二度と出てこられないと言われている。
ESP学園
都内の学校より入学を禁じられてあぶれていたESP能力者の学生を集めた、小・中・高の一貫校である。生徒だけでなく教員も全員超能力者である。設立時・設立後も周囲からの反対運動が勃発しており、世間からの印象は良くない。学習内容は一般の学校と大差ないが、生徒には監視装置付きの腕輪の着用が命じられており、許可なく東京外へ出ることを禁じられている。校内においてもESP能力は使用を禁じられており、使用すれば停学になる。超能力解放戦線のスカウトや内通者が潜んでおり、破壊工作が行われることもある。
ヒーロー研究会
ESP学園内にあるライセンスを取得するための同好会。顧問は養谷老師。メンバーは、警察のライセンスを取得を目指す蓮、マルメ、アザミのほか、高等部3年生でヒーリング能力を持ち医療のライセンスを目指す奏や、小学部6年生で透視能力を持ち遺跡調査のライセンスを目指す助六などが所属している。紫や歩、是臼も蓮たちに協力するために出入りしている。
ライセンス
正式な名称は「限定業務使用許可書」。様々な業種とランクがあり、その業種ごとに試験がある。その仕事の範囲内のみにESPの使用が許可されている。確認されている業種は警察（捜査協力者許可書）、医療、遺跡調査などがある。中でも警察の捜査協力者許可書の試験は難関であり、一次試験は筆記試験、二次試験は実技試験、三次試験は面接となっており、全てに適性が試されている。紫と歩はすでに捜査協力者許可書を取得しており、高校生であることからESP犯罪の対応と警察の要請により情報提供や捜査協力という形でESPを使用している。

## 書誌情報

### 単行本
レーベルは角川コミックス・エース。本編全16巻。単行本描きおろしには、第1-3、11、12巻にはESPの制作秘話を描いた描きおろしのあとがき漫画が、第5・7・9・10巻にはコメディ調に描いた未公開場面集が単行本描きおろしで収録されている。東京ESP×喰霊 - シャドウウォーカー-についてはアニメBlu-ray第1巻に付属した単行本には原作者瀬川はじめとTVアニメーションの高柳滋仁監督の対談とともに、ラフ設定集とあとがきマンガが掲載されている。
- 第一部
  - 第1巻 2010年7月26日発売、ISBN 978-4-04-715488-9
  - 第2巻 2010年11月26日発売、ISBN 978-4-04-715560-2
  - 第3巻 2011年3月26日発売、ISBN 978-4-04-715654-8
  - 第4巻 2011年8月26日発売、ISBN 978-4-04-715760-6
  - 第5巻 2012年1月26日発売、ISBN 978-4-04-120097-1
  - 第6巻 2012年6月26日発売 、ISBN 978-4-04-120294-4
- 第二部
  - 第7巻 2012年12月26日発売、ISBN 978-4-04-120528-0
  - 第8巻 2013年5月26日発売、ISBN 978-4-04-120674-4
  - 第9巻 2013年12月26日発売、ISBN 978-4-04-120954-7
  - 第10巻 2014年6月26日発売、ISBN 978-4-04-121060-4
  - 第11巻 2014年7月26日発売、ISBN 978-4-04-101910-8
  - 第12巻 2014年10月25日発売、ISBN 978-4-04-101911-5
  - 第13巻 2015年5月26日発売、ISBN 978-4-04-103062-2
  - 第14巻 2015年10月26日発売、ISBN 978-4-04-103077-6
  - 第15巻 2016年4月26日発売、ISBN 978-4-04-103078-3
  - 第16巻 2016年9月26日発売、ISBN 978-4-04-104681-4
- 東京ESP×喰霊 ‐シャドウ・ウォーカー‐
  - アニメBlu-ray第1巻特典版 2014年9月26日発売
  - （一般販売版） 2014年10月25日発売、ISBN 978-4-04-101911-5

### 小説版

#### ノベライズ
角川スニーカー文庫（角川書店 KADOKAWA）レーベルにて発売。著者は『ブラッドラッド』のノベライズを担当した八坂圭が担当し、本文イラストは夕仁が担当した。表紙と口絵はテレビアニメ版のビジュアルを使用しており、口絵はその第1弾・第2弾のキービジュアルを使用している。原作序盤をほぼ再構成した内容となっており、あとがきによれば基本は原作を基調としつつテレビアニメ版に沿った部分も取り入れており、原作で第2巻まで、テレビアニメ版で第4話か第5話に相当する部分までを描いている。
- 東京ESP 2014年7月1日発売、ISBN 978-4-04-101444-8

#### 東京ESP外伝 - ロンドンESP -
コミックウォーカー（KADOKAWA）にて2014年10月より無料配信されている電子版ノベル。著者は原作者のスタジオスタッフのモリテツヤ。原作者の瀬川はじめが監修を行うとともにイラストをカラーで描きおろしている。内容は第1部と第2部の合間に孤月の故郷であるロンドンに滞在していた美奈実と孤月に起こったエピソードを第2部に起きた事件の伏線を絡めながら描かれている。また原作コミックス第12巻の巻末に第一章のみ掲載されている。

## 東京ESP×喰霊 -SHADOW WALKER-
作者の前作『喰霊』（厳密にはその前日談を描いたテレビアニメ『喰霊-零-』も含む）とのコラボレーション企画で、『東京ESP』のアニメ化企画としてコミックウォーカー2014年3月28日配信分より連載開始。毎月28日更新。瀬川はじめによって両作品が同一の世界観を持つことが明かされており、両作品の登場人物が一挙に登場している。時系列は、『喰霊』の単行本第1巻と『東京ESP』の単行本第1巻の間に相当する。ただし、アニメ『東京ESP』との調整はしていないため、アニメ『東京ESP』とは時系列・キャラクターの年齢が合致せずパラレルワールドとなっている。（例えばアニメ「東京ESP」は神楽が中学生、黄泉が存命で高校生だが、今作では神楽は高校生、黄泉は亡霊として登場している。）単行本は、テレビアニメ版『東京ESP』のBD / DVDの初回限定盤の第1巻に封入特典として収録された。また2014年10月25日にカドカワコミックス・エースレーベルにて、コミックス単品で一般販売されている。

### あらすじ（東京ESP×喰霊）
環境省超自然災害対策室に所属して3週間目の弐村剣輔は、土宮神楽と一緒にアルバイトとして何度も事故が起こったという遊園地に建つお化け屋敷へ向かい、その原因である悪霊の除霊作業に当たっていたが、そこへリンカと京太郎がESPに目覚めた謎を追うべく光る魚を追っていたために遊園地へ入り込み、不用意にもお化け屋敷にたどり着いてしまう。剣輔はリンカを悪霊と勘違いして切りつけてしまうが、そこでパニックになったリンカや京太郎が剣輔に反撃を行い、神楽の白纓にも混乱して反撃した結果、リンカと神楽は肉弾戦へ発展してしまう。一方、リンカの父も自身の従兄弟である岩端晃司へ、光る魚について相談していた。

## テレビアニメ
2014年7月より9月まで、TOKYO MXほかで放送された。原作の第一部をアニメ化している。
監督を担当した高柳滋仁によれば、アニメでは超能力バトルを描く一方で人と人のつながりに焦点を当て、人間関係を見せるように気を付けたとのこと。また、舞台である東京都内へのロケハンを多く行い、海外のファンも意識して山手線の駅がある場所など、都内の名所で視覚的に分かりやすいところを使っている。なお、時系列こそ異なるものの本作と同じ世界観を持つテレビアニメ『喰霊-零-』でアニメーション制作を担当していたアスリードもグロス請けに参加しており、同社の代表である平松巨規も制作主任としてクレジットされている。 
『喰霊-零-』のヒロインである土宮神楽と諫山黄泉が第1話から登場するほか、『喰霊-零-』オリジナルキャラクターである「防衛省超自然災害対策本部特殊戦術隊第四課（特戦四課）」の面々も登場する。

### スタッフ
- 原作 - 瀬川はじめ（少年エース連載/角川コミックス・エース刊）
- 製作統括 - 菊池剛、松原寛幸、井上俊次、武智恒雄、下地志直、熊谷宜和、尾山仁康[注 3]、太布尚弘、木場正博、鶴岡陽太
- 監督 - 高柳滋仁
- シリーズ構成 - 倉田英之
- キャラクターデザイン・総作画監督 - 滝山真哲
- サブキャラクターデザイン - 石原満
- プロップデザイン - 松村拓哉
- 美術監督 - 木下了香
- 美術設定 - 金城沙綾
- 色彩設計 - 油谷ゆみ
- 撮影監督 - 中田智之
- CG監督 - 塚本倫基
- 編集 - 野川仁
- 音響監督 - 鶴岡陽太
- 音楽 - Evan Call
- 音楽制作 - ランティス
- 音楽プロデューサー - 斎藤滋、吉江輝成
- 企画・エグゼクティブプロデューサー - 安田猛
- プロデューサー - 伊藤敦
- アニメーションプロデューサー - 小山剛弘
- アニメーション制作 - XEBEC
- 製作 - [東京ESP]製作委員会

### 主題歌
オープニングテーマ「東京ゼロハーツ」（第2話 - 第12話）
作詞・作曲 - 上松範康 / 編曲 - 藤間仁 / 歌 - 飛蘭
第1話では未使用。
エンディングテーマ
「救世Άργυρóϛ」（第1話 - 第3話、第5話 - 第11話）
作詞 - YUI / 作曲 - 紫煉 / 編曲 - 紫煉、妖精帝國 / 歌 - 妖精帝國
第12話では未使用。
「Lasting Memories」（第4話）
作詞 - 松井洋平 / 作曲・編曲 - 本田光史郎 / 歌 - 江戸山紫（田所あずさ）

挿入歌「Dark Side of the Light」（第1話）
作詞 - 渡邉美佳 / 作曲・編曲 - 上松範康 / 歌 - 飛蘭
元は『喰霊-零-』の特戦四課イメージソング。

### 各話リスト
| 話数     | サブタイトル                   | 脚本         | 絵コンテ          | 演出              | 作画監督                                                                           |
| -------- | ------------------------------ | ------------ | ----------------- | ----------------- | ---------------------------------------------------------------------------------- |
| SCENE 01 | 白い少女                       | 倉田英之     | 高柳滋仁          | 高柳滋仁          | 前田明寿、石原満、加藤優                                                           |
| SCENE 02 | ガールミーツボーイ             | 高山カツヒコ | 高柳滋仁          | 高柳滋仁          | 岸本誠司、滝山真哲、小田多恵子                                                     |
| SCENE 03 | ペンギンと少女                 | 倉田英之     | 吉田英俊          | 石井和彦          | 空流辺広子                                                                         |
| SCENE 04 | 雨と指輪と少女と               | 倉田英之     | 西森章            | 黒田幸生          | 小島智加、渡辺佳奈子                                                               |
| SCENE 05 | 出会い、幻と少女               | 倉田英之     | 吉川浩司          | 岡村正弘          | 石原満、岸本誠司                                                                   |
| SCENE 06 | それぞれの少女、それぞれの思い | 倉田英之     | 加戸誉夫 松下周平 | 富久保彦          | 飯飼一幸、関口雅浩、津熊健徳                                                       |
| SCENE 07 | 雨の中の少女達                 | 高山カツヒコ | 中山勝一          | 鎌仲史陽          | 松岡秀明                                                                           |
| SCENE 08 | 満ちる時、動き出す少女達       | 倉田英之     | 吉川浩司          | 飯村正之          | 岸本誠司、石原満、都竹隆治 糸島雅彦、加藤優                                        |
| SCENE 09 | 襲撃・ESPガールズ              | 高山カツヒコ | 中山勝一          | 黒田幸生          | 柳瀬譲二、津熊健徳、森田実 赤尾良太郎、渡辺佳奈子 佐野陽子、池津寿恵               |
| SCENE 10 | 慟哭のなかで…                  | 加茂靖子     | 富久保彦          | 富久保彦          | 飯飼一幸、関口雅浩、津熊健徳                                                       |
| SCENE 11 | Tokyo girls war                | 倉田英之     | 石井和彦          | 中島大輔          | 石原満、岸本誠司、藤原奈津子 糸島雅彦、藤田正幸、大河原晴男                        |
| SCENE 12 | 東京ESP少女                    | 倉田英之     | 岡村正弘          | 高柳滋仁 岡村正弘 | 滝山真哲、石原満、岸本誠司 加藤優、糸島雅彦、高見明男 山岡信一、乗田拓茂、小林千鶴 |

### 放送局
| 放送地域 | 放送局      | 放送期間                | 放送日時                     | 放送系列       | 備考             |
| -------- | ----------- | ----------------------- | ---------------------------- | -------------- | ---------------- |
| 東京都   | TOKYO MX    | 2014年7月12日 - 9月27日 | 土曜 1:35 - 2:05（金曜深夜） | 独立局         | 製作委員会参加   |
| 日本全域 | BS11        | 2014年7月13日 - 9月28日 | 日曜 3:00 - 3:30（土曜深夜） | BS放送         | 『ANIME+』枠     |
| 埼玉県   | テレ玉      | 2014年7月14日 - 9月29日 | 月曜 0:00 - 0:30（日曜深夜） | 独立局         |                  |
| 千葉県   | チバテレ    | 2014年7月14日 - 9月29日 | 月曜 0:00 - 0:30（日曜深夜） | 独立局         |                  |
| 神奈川県 | tvk         | 2014年7月14日 - 9月29日 | 月曜 0:00 - 0:30（日曜深夜） | 独立局         |                  |
| 兵庫県   | サンテレビ  | 2014年7月14日 - 9月29日 | 月曜 0:30 - 1:00（日曜深夜） | 独立局         |                  |
| 福岡県   | TVQ九州放送 | 2014年7月14日 - 9月29日 | 月曜 2:30 - 3:00（日曜深夜） | テレビ東京系列 |                  |
| 岐阜県   | 岐阜放送    | 2014年7月16日 -         | 水曜 0:00 - 0:30（火曜深夜） | 独立局         |                  |
| 三重県   | 三重テレビ  | 2014年7月17日 -         | 木曜 1:20 - 1:50（水曜深夜） | 独立局         |                  |
| 日本全域 | AT-X        | 2015年5月10日 -         | 日曜 0:00 - 0:30（土曜深夜） | CS放送         | リピート放送あり |

| 放送地域 | 放送局        | 放送期間        | 放送日時        | 放送系列   | 備考           |
| -------- | ------------- | --------------- | --------------- | ---------- | -------------- |
| 日本全域 | dアニメストア | 2014年7月18日 - | 金曜 12:00 更新 | ネット配信 | 製作委員会参加 |
| 日本全域 | GYAO!         | 2014年7月18日 - | 金曜 12:00 更新 | ネット配信 |                |

### BD / DVD
発売・販売はKADOKAWAとなっている。
| 巻 | 発売日         | 収録話          | 規格品番  | 規格品番   | 規格品番   |
| 巻 | 発売日         | 収録話          | BD限定版  | DVD限定版  | DVD通常版  |
| -- | -------------- | --------------- | --------- | ---------- | ---------- |
| 1  | 2014年9月26日  | 第1話 - 第2話   | KAXA-7151 | KABA-10285 | KABA-10291 |
| 2  | 2014年10月31日 | 第3話 - 第4話   | KAXA-7152 | KABA-10286 | KABA-10292 |
| 3  | 2014年11月28日 | 第5話 - 第6話   | KAXA-7153 | KABA-10287 | KABA-10293 |
| 4  | 2014年12月26日 | 第7話 - 第8話   | KAXA-7154 | KABA-10288 | KABA-10294 |
| 5  | 2015年1月30日  | 第9話 - 第10話  | KAXA-7155 | KABA-10289 | KABA-10296 |
| 6  | 2015年2月27日  | 第11話 - 第12話 | KAXA-7156 | KABA-10290 | KABA-10297 |